# 天草市立牛深東小学校
天草市立牛深東小学校（あまくさしりつ うしぶかひがししょうがっこう）は、熊本県天草市久玉町にある公立の小学校。
2017年（平成29年）4月に天草市立小学校2校（久玉・深海）の統合により開校した。
なお、旧・久玉小学校の校地・校舎を継承している。

## 概要
歴史
2017年（平成29年）4月に、下記の天草市立の小学校2校が統合して創立。2022年（令和4年）に創立5周年を迎えた。
- 天草市立久玉小学校（北緯32度13分14.8秒 東経130度02分03.0秒 / 北緯32.220778度 東経130.034167度）
- 天草市立深海小学校（北緯32度15分14.6秒 東経130度05分27.0秒 / 北緯32.254056度 東経130.090833度）

校章
「児童」・「教職員」・「保護者」・「地域」の四者が手を取り合う姿を図案化したものを背景にして、中央に「東小」の文字（縦書き）を配している。
校歌
作詞は内保良隆、作曲は赤星誠二による。歌詞は3番まであり、各番の歌詞中に校名の「牛深東小学校」が登場する。
通学区域
天草市のうち「久玉町及び深海町」。天草市立牛深東中学校区。

## 沿革
- 2017年（平成29年）
  - 4月1日 - 天草市立小学校2校（久玉・深海）の統合により、「天草市立牛深東小学校」（現校名）が新設される。旧・久玉小学校の校地・校舎を継承。
  - 4月10日 - 始業式を挙行。
  - 4月11日 - 開校式・入学式（15名が入学）を挙行。 児童数131、教職員18。

## 交通アクセス
最寄りのバス停留所
- 九州産交バス「無量寺」停留所・「久玉」停留所

最寄りの幹線道路
- 国道266号・熊本県道26号本渡牛深線「久玉町」交差点

## 周辺
- 天草市立牛深東中学校
- 久玉保育園
- 久玉地区コミュニティセンター
- 久玉郵便局
- 無量寺
- 久玉城跡